# Harriet A. Washingtonová
Harriet A. Washingtonová (* 5. října 1951, Fort Dix, New Jersey, USA) je americká spisovatelka, vědecko-výzkumná pracovnice v oblasti lékařství, lékařské etiky a veřejného zdraví; též vysokoškolská učitelka, vědecká žurnalistka a redaktorka. Je autorkou knihy Medical Apartheid, za kterou získala v roce 2007 cenu National Book Critics Circle Award za literaturu faktu.

## Život a dílo
Narodila se ve Fort Dix ve státě New Jersey v USA. Vystudovala Rochesterskou univerzitu a Kolumbijskou univerzitu. Byla redaktorkou rochesterského časopisu Democrat and Chronicle pro oblast zdraví a vědy. Rovněž byla redaktorkou amerického deníku USA Today. Její třetí kniha Medical Apartheid (2007) byla popisována jako „první a jediná úplná historie lékařských pokusů na Afroameričanech“ a získala cenu National Book Critics Circle Award za literaturu faktu. Žije s manželem na Manhattanu.